# Abfertigung (Arbeitsrecht)
Die Abfertigung ist ein Begriff aus dem Arbeitsrecht in Österreich. Es handelt sich um eine Einmalzahlung bei Beendigung eines Arbeitsverhältnisses.

## Aktuelles System
Seit dem 1. Jänner 2003 existiert in Österreich mit der Mitarbeitervorsorgekasse, so der gebräuchliche Begriff, ein neues Modell zur Abfertigung der Arbeitnehmer. Das neue Recht gilt für alle Arbeitsverhältnisse, die ab diesem Zeitpunkt beginnen und verpflichtet den Dienstgeber, auf Basis des Brutto-Monatsentgeltes des Dienstnehmers 1,53 % in eine Mitarbeitervorsorgekasse einzuzahlen.
Die Wahl der Vorsorgekasse steht dem Dienstgeber frei. Daher kann der Dienstnehmer bei einem Wechsel des Arbeitgebers die bis dahin verdienten Ansprüche in die neue Vorsorgekasse übernehmen (Rucksackprinzip).
Wenn der Beitrag aus der Mitarbeitervorsorgekasse ausbezahlt wird, wird der aufgelaufene Anspruch mit einem begünstigten Steuersatz ausgeschüttet. Die Auszahlung kann nicht nur nach Kündigung erfolgen, sondern auch nach Beendigung des Arbeitsverhältnisses aus anderen Gründen (z. B. Zeitablauf oder Erreichen der Pensionsgrenze) und damit durchaus als weitere Pensionssäule angesehen werden. Wenn der Arbeitnehmer pensioniert wird, kann er sich das Geld aus seiner Mitarbeitervorsorgekasse als Zusatzpension auszahlen lassen.
Eine Ausnahme zum üblichen Auszahlungsmodus bei Kündigung durch den Arbeitgeber stellt die Beendigung des Arbeitsverhältnisses aufgrund Erreichens der Altersgrenze dar, denn auch in diesem Fall ist die Abfertigung auszuzahlen. Ebenfalls fällig ist die Abfertigung bei Austritt auf Grund des Mutterschutzes nach der Geburt eines Kindes.

## Altes Abfertigungsmodell
Nach dem Ersten Weltkrieg wurde ein Abfertigungsrecht eingeführt, das den Anspruch auf ein fixes Vielfaches des durchschnittlichen Monatsbezugs in Abhängigkeit von der Beschäftigungsdauer vorsieht – außer bei Eigenkündigung des Mitarbeiters. Dies galt bis 30. Juni 1979 nur für Angestellte und nicht für Mitarbeiter im Arbeiterverhältnis. Ab 1. Juli 1979 wurde mit Arbeiter-Abfertigungsgesetz eine Gleichstellung bewirkt. Die Höhe variiert bei einer Dauer des Arbeitsverhältnisses von drei Jahren von einem Monatsgehalt bis zu zwölf Monatsgehältern bei einer Beschäftigungsdauer von 25 Jahren bei demselben Dienstgeber, wobei jeweils auch die aliquoten Teile der Sonderzahlungen (13. und 14. Gehalt) mitzurechnen sind. Steuerlich waren die Auszahlungen nur mit einem sehr geringen fixen Steuersatz zu versteuern.
Diese Art der Abfertigung kann aber mitunter auch kleine Unternehmen in finanzielle Schwierigkeiten bringen. Aus diesem Grund ist es in allen Unternehmen möglich (aber nicht Pflicht), sogenannte Abfertigungsrücklagen zu bilden. Dabei mussten Teile als Wertpapiere veranlagt werden. Die Zuführungen an diese Rücklagen konnten damit steuermindernd durchgeführt werden.
Dieses Recht gilt noch für alle Dienstverhältnisse, die bis zum 31. Dezember 2002 geschlossen wurden, sofern der Arbeitnehmer nicht freiwillig in das neue System umgestiegen ist. Deshalb spricht man heute von einem Beschäftigungsverhältnis nach dem alten Abfertigungsmodell.
Der Grund für die Änderung war, dass das Abfertigungsrecht zu einer Inflexibilität führte (ein Dienstnehmer, der den Dienstgeber wechselt, verlöre seine Ansprüche) und in manchen Branchen die Mindestdienstzeit von drei Jahren nur selten erreicht wurde, was als ungerecht empfunden wurde.